# Matthew Fogel
Matthew „Matt“ Fogel ist ein US-amerikanischer Drehbuchautor.

## Leben
Matthew Fogel schrieb gemeinsam mit Don Rhymer und Darryl Quarles das Drehbuch zur Komödie Big Mama’s Haus – Die doppelte Portion (2011). Im gleichen Jahr erhielt er den Auftrag für ein neues Drehbuch zu Disneys Film Bob: The Musical.
Er komponierte auch Filmmusik, so für den Kurzfilm The Wire: The Musical (2012). Fogel arbeitete als Drehbuchautor unter anderem für die Warner Bros. Studios, MGM und Disney.
Für den 2019 veröffentlichten Animationsfilm The LEGO Movie 2 steuerte er die Story bei. Danach folgten Drehbücher für die Illumination-Filme Minions – Auf der Suche nach dem Mini-Boss (2022) und Der Super Mario Bros. Film (2023).

## Filmografie
- 2011: Big Mama’s Haus – Die doppelte Portion (Big Mommas: Like Father, Like Son)
- 2019: The LEGO Movie 2 (The LEGO Movie 2: The Second Part; Story)
- 2022: Minions – Auf der Suche nach dem Mini-Boss (Minions: The Rise of Gru )
- 2023: Der Super Mario Bros. Film (The Super Mario Bros. Movie)